# Diversidad sexual en Albania
Las personas del colectivo LGBT+ en Albania se enfrentan a ciertos desafíos legales y sociales no experimentados por otros residentes. Las relaciones homosexuales tanto masculinas como femeninas fueron despenalizadas en 2001, sin embargo, la diversidad sexual aun es un tema tabú en la sociedad albanesa, la cual es mayormente conservadora, y a pesar de los avances en materia de protección legal contra la discriminación por motivos de orientación sexual e identidad de género en áreas como en el acceso al empleo, la educación y los bienes y servicios, las personas LGBT+ aun sufren discriminación, persecución y violencia.

## Resumen histórico

### Imperio Otomano
En 1858, el Imperio Otomano legalizó las relaciones sexuales entre personas del mismo sexo.

### Era zoguista
En 1937, Musa Juka, ministro del Interior, estaba preocupado por la práctica de la homosexualidad y quería "tomar medidas con todos los medios posibles" contra su práctica.

### República Popular Socialista de Albania
La República Popular Socialista de Albania penalizó las relaciones sexuales entre personas del mismo sexo con largas penas de prisión, intimidación y ostracismo. El artículo 137 de los Delitos contra la Moral Social del Código Penal establece que: "Se castiga la pederastia con hasta diez años de privación de libertad". La palabra "pederastia" se utilizó como palabra clave para referirse al sexo entre dos adultos que consienten o al sexo entre un adulto y un niño de cualquier género.

## Legislación y derechos

### Despenalización de la homosexualidad
En 1994, el gobierno de Albania presentó un proyecto de ley que pretendía rebajar las penas de prisión contra las relaciones homosexuales de los 10 años que estipulaba el artículo 137, a solo 3 años. Sin embargo, al final se decidió eliminar totalmente el artículo 137, entrando en vigor las modificaciones al código penal en 1995. No obstante, a pesar de la eliminación del artículo 137, el artículo 116 aun criminalizaba la homosexualidad. No fue sino hasta el año 2001 que, con la emisión de la Ley n.º 8.733, que la homosexualidad sería despenalizada totalmente en Albania. De igual forma, en el año 2001 se igualó la edad de consentimiento sexual en Albania en 14 años, sin importar la orientación sexual.

### Reconocimiento de las parejas del mismo sexo
No existe ningún tipo de reconocimiento hacia las parejas formadas por individuos del mismo sexo en forma de matrimonio o de unión civil en Albania, por ende, el estado albanés tampoco reconoce a la familia homoparental. En Albania no están prohibidas constitucionalmente las uniones civiles o el matrimonio entre personas del mismo sexo; sin embargo, es improbable que se apruebe un proyecto de ley que pueda permitir que las parejas del mismo sexo tengan el mismo derecho que las parejas heterosexuales a acceder a las uniones civiles o al matrimonio.

### Leyes y medidas antidiscriminación

#### Laboral
Desde el año 2010, el estado de Albania cuenta con medidas legales las cuales otorgan protección legal contra la discriminación por motivos de orientación sexual e identidad de género en el ámbito laboral. En la actualidad existen 2 medidas legales contra la discriminación por motivos de orientación sexual e identidad de género en el ámbito laboral en Albania.
Ley de protección contra la discriminación: En el 2010 se emitió la Ley de protección contra la discriminación (Ley No.10221), la cual según el artículo 5, prohíbe la discriminación por los motivos enumerados en el artículo 1, entre los que se incluye la orientación sexual y la identidad de género.
Los artículos 1, 3 y 5 de la Ley de protección contra la discriminación establecen lo siguiente:

Articulo 1.- Objeto:

Esta ley regula la aplicación y el respeto del principio de igualdad en relación con el género, la raza, el color, la etnia, el idioma, la identidad de género, la orientación sexual, las convicciones políticas, religiosas o filosóficas, la situación económica, educativa o social, el embarazo, la filiación, patria potestad, edad, estado familiar o civil, estado civil, residencia, estado de salud, predisposiciones genéticas, capacidad restringida, afiliación a un determinado grupo o por cualquier otra razón.
Artículo 3.- Definiciones:
1. Se entiende por "discriminación" toda distinción, exclusión, limitación o preferencia por cualquiera de las causas mencionadas en el artículo 1 de esta ley que tenga por objeto o consecuencia impedir o hacer imposible el ejercicio, al igual que con los demás, de los derechos y libertades fundamentales reconocidos por la Constitución de la República de Albania, con los actos internacionales ratificados por la República de Albania, así como con las leyes en vigor.
2. "Discriminación directa" es aquella forma de discriminación que se produce cuando una persona o grupo de personas recibe un trato menos favorable que otra persona o grupo de personas en una situación igual o similar por alguna de las causas mencionadas en artículo 1 de esta ley.
3. "Discriminación indirecta" es aquella forma de discriminación que se produce cuando una disposición, criterio o práctica, aparentemente neutra, pondría a una persona o grupo de personas en condiciones desfavorables, en conexión con las causas previstas en el artículo 1 de esta ley, en relación con una persona o con otro grupo de personas, y también cuando esa medida, criterio o práctica no esté objetivamente justificada por un fin legítimo, o cuando los medios para alcanzar ese fin no sean adecuados o no sean esenciales y proporcionados con la condición que lo ha causado.
Articulo 5.- Prohibición de la discriminación:

1. Se prohíbe la discriminación por las causas previstas en el artículo 1 de esta ley y la falta de examen de un recurso o procedimiento, según los supuestos previstos en el artículo 3 de esta ley, así como cualquier otra forma de conducta que obstaculice la ejecución de la el principio de igualdad de trato.
Ley de protección contra la discriminación

Código del Trabajo: En el 2015 se realizaron una serie de modificaciones al Código del Trabajo, las cuales reforzaron la protección legal existente contra la discriminación, ya que de acuerdo con la versión enmendada del código del trabajo, el párrafo 1 del artículo 9 prohíbe la discriminación en el empleo, mientras que el párrafo 2 incluye a la orientación sexual e identidad de género dentro de la definición de discriminación.
El artículo 9 del Código del Trabajo expresa lo siguiente:

Articulo 9.- Prohibición de la discriminación:

1. En el ejercicio del derecho al empleo y a la profesión, queda prohibida cualquier forma de discriminación, prevista en este Código y en la legislación especial para la protección contra la discriminación.

2. "Discriminación" significa cualquier acto de discriminación, exclusión, restricción o preferencia basada en sexo, raza, color, etnia, idioma, identidad de género, orientación sexual, creencias políticas, religiosas o filosóficas, condición económica, educativa o social, embarazo, responsabilidad parental , patria potestad, edad, estado civil, lugar de residencia, estado de salud, predisposición genética, discapacidad, vivir con VIH/SIDA, unión o afiliación a un sindicato, afiliación a un determinado grupo, o por cualquier otra causa, que tenga por objeto o consecuencia impedir o imposibilitar el ejercicio del derecho al empleo y ocupación, en la misma forma que los demás.
Código del Trabajo de Albania

### Leyes sobre crímenes de odio e incitación al odio
Crímenes de odio
El apartado j) del artículo 50 del Código Penal de 1995, el cual fue enmendado en 2013, establece que las motivaciones relacionadas con la orientación sexual e identidad de género representan una circunstancia agravante para todos los delitos establecidos en el código, incluyendo los crímenes de odio.
El apartado j) del artículo 50 del Código Penal establece lo siguiente:

Artículo 50.- Circunstancias agravantes.

Las siguientes circunstancias agravan la pena:
j) La comisión del delito por motivos relacionados con el género, la raza, el color, la etnia, el idioma, la identidad de género, la orientación sexual, las convicciones políticas, religiosas o filosóficas, el estado de salud, las predisposiciones genéticas o la discapacidad.
Código Penal de Albania

Incitación al odio
El artículo 265 del Código Penal de 1995, el cual fue enmendado en 2013 por la Ley No.144, prohíbe la incitación al odio por motivos de orientación sexual e identidad de género, incluso mediante la preparación, difusión o preservación intencional con el fin de distribuir el contenido pertinente.
El artículo 265 del Código Penal establece lo siguiente:

Artículo 265.- Incitación al odio o a las disputas: La incitación al odio o a las disputas por motivos de raza, etnia, religión, orientación sexual o identidad de género, así como la elaboración, difusión o conservación deliberada con el fin de distribuir escritos con tal contenido, por cualquier medio o forma, será sancionado con pena privativa de libertad de dos a diez años de prisión.
Código Penal de Albania

## Condiciones sociales

### Violencia y discriminación en la vida cotidiana
En 2018, las ONG declararon que "Desafortunadamente, se ha producido un estancamiento y cierto deterioro en el respeto de los derechos de la comunidad LGBT+ en nuestra Albania".
Según el informe anual de las organizaciones, a finales de 2018 se habían documentado 421 casos de discriminación contra miembros LGBTI en Albania. Los tipos de discriminación van desde la violencia física directa hasta la presión psicológica como insultos, burlas, etiquetas, chismes maliciosos, humillaciones en la calle, no ofrecer servicios en bares, gimnasios, supermercados, agresiones físicas violentas por parte de clientes (en trabajadores sexuales), o en la calle por personas homofóbicas. De todos los casos denunciados, sólo cinco casos de violencia fueron denunciados a las autoridades.

### Cuestiones LGBT en la educación pública

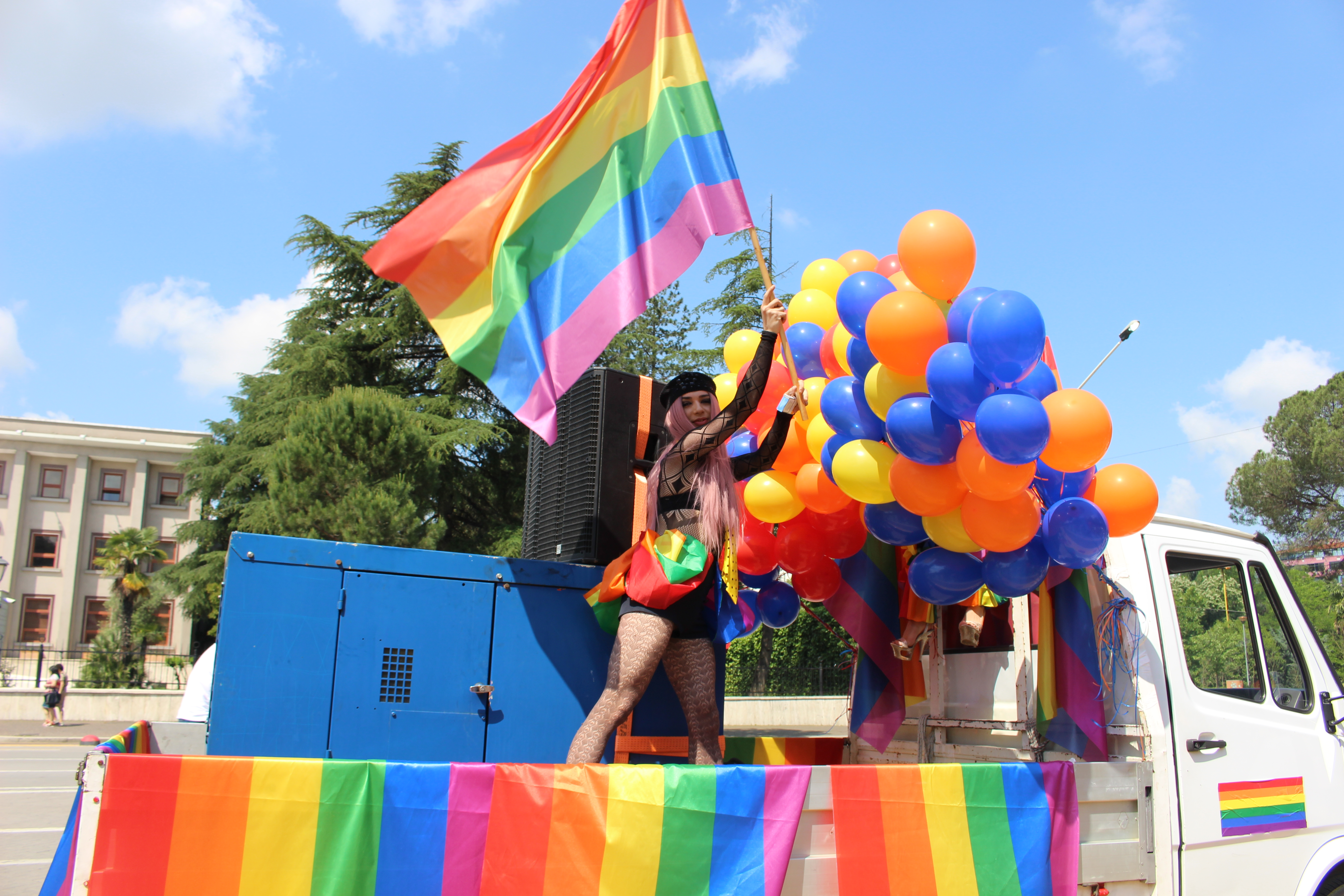
Séptimo Orgullo Gay en Tirana, 2018

En junio de 2016, el gobierno de Albania aprobó el Plan de Acción Nacional para LGBTI que abordaría el acoso y la discriminación LGBT en la educación primaria y secundaria con conferencias y otras actividades.El Ministerio de Educación, Deportes y Juventud de Albania expresó que, de acuerdo con el plan, trabajaría con activistas LGBT para luchar contra la discriminación por motivos de orientación sexual.La inclusión de cuestiones LGBT en las actividades escolares generó mucha controversia, y muchas figuras políticas como Tritan Shehu, Luçiano Boçi, Mesila Doda, Nard Ndoka e Ylli Manjani expresaron una fuerte oposición a tales actividades.
En respuesta a la controversia, el Ministerio de Educación y Deportes emitió un comunicado el 23 de marzo de 2018, afirmando que, contrariamente a los informes de los medios, tenía conocimiento de estas conferencias y que se llevaron a cabo en el marco del Plan de Acción Nacional LGBTI que, entre otras cosas, tiene como objetivo combatir los estereotipos basados en la orientación sexual. En una controvertida declaración, la directora de la escuela secundaria de Tirana "Sami Frasheri", la Sra. Teuta Dobi, se opuso públicamente a tales conferencias, a pesar de que varias semanas antes activistas LGBTI habían dado una conferencia en su escuela con la aprobación de la escuela.

### Terapias de Conversión Sexual
Los Esfuerzos para Corregir la Orientación Sexual e Identidad de Género (también conocidas como 'ECOSIG') es el nombre con el que se conoce a una serie de métodos pseudocientíficos que tienen como objetivo cambiar o alterar la orientación sexual o la identidad de género de personas LGBTI+ (lesbianas, gais, bisexuales y transexuales). A pesar de que la Organización Mundial de la Salud eliminó en 1990 a la homosexualidad de la lista de enfermedades mentales y a la transexualidad en 2018, hoy en día aun existen diversas organizaciones religiosas las cuales siguen impartiendo este tipo de "terapias" en todo el mundo.
No hay estudios científicos metodológicamente válidos que demuestren que la terapia de conversión en cualquier forma sea efectiva. La evidencia internacional ha concluido que no hay pruebas sólidas de que las personas puedan reducir las atracciones hacia el mismo sexo o aumentar las atracciones hacia otros sexos a través los esfuerzos de cambio de orientación sexual. Por el contrario, las investigaciones que han estudiado a personas que se han sometido a estas prácticas, describen graves efectos en su salud mental tales como episodios de severa ansiedad, síndromes depresivos, aislamiento social, disfunción sexual y pensamientos suicidas. Las víctimas de las terapias de conversión también suelen ser sometidas a los dogmas de consejeros espirituales y a programas para curarse de su 'condición'. Estos programas pueden incluir calumnias homófobas, palizas, encadenamientos, privación de alimento e incluso exorcismos. En mayo de 2020, la Orden de Psicólogos de Albania anunció que prohibiría a sus miembros impartir u ofrecer las terapias de conversión. Dado que todos los terapeutas registrados en Albania deben ser miembros de la Orden de Psicólogos, esta decisión puede ser considerada equivalente a una prohibición de la terapia de conversión entre los profesionales de la salud. A pesar de esta medida, las terapias de conversión aun pueden ser impartidas en Albania, ya que la prohibición se limita solamente a los psicólogos.

## Movimiento por los derechos LGBT en Albania

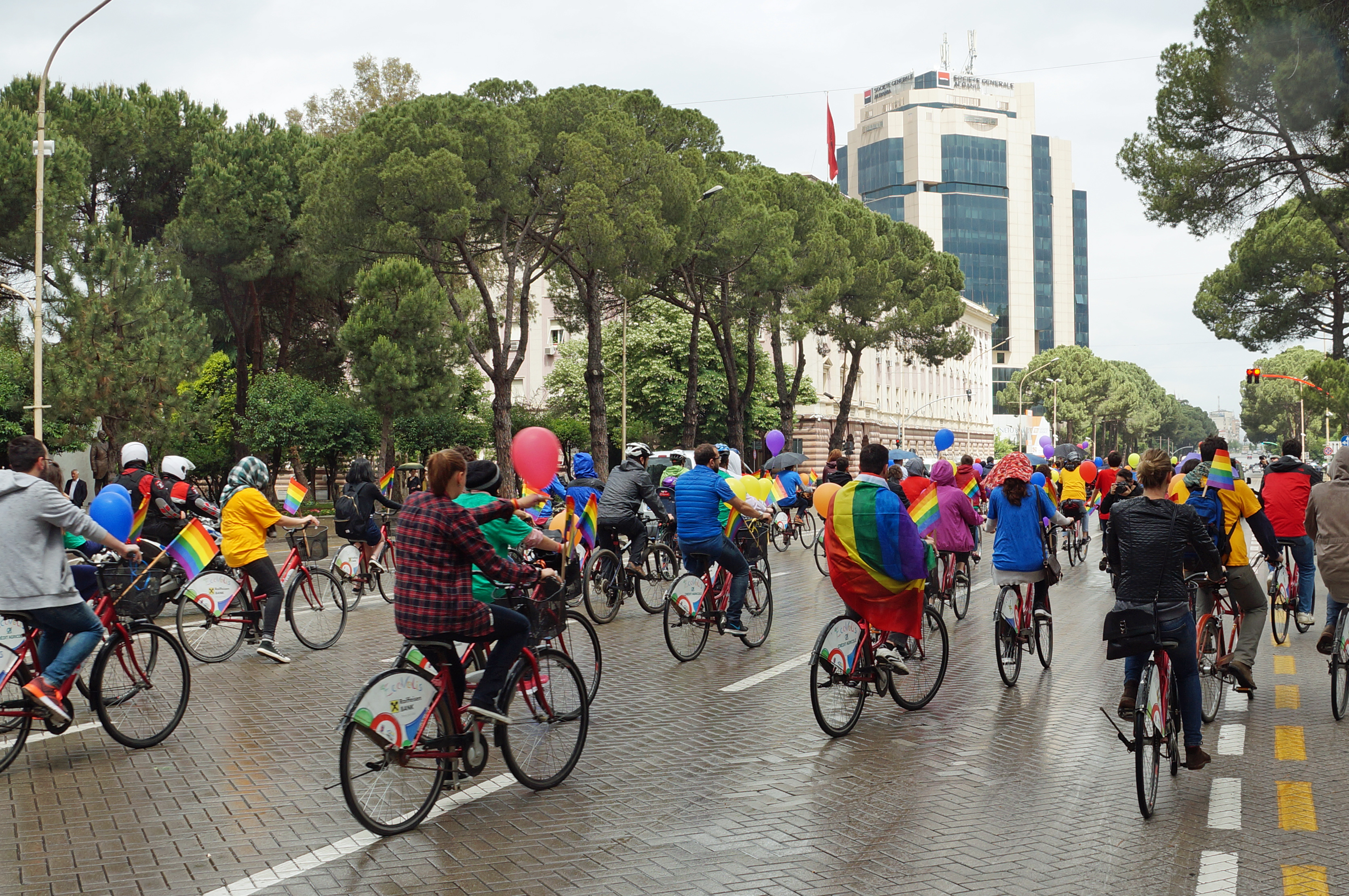
Paseo del Orgullo Gay en Tirana, 2016

Hay varias organizaciones en Albania centradas en los derechos LGBT; las tres más conocidas son Aleanca Kunder Diskriminimit LGBT (Alianza contra la Discriminación LGBT), Pro LGBT y Pink Embassy/LGBT PRO ne Shqiperi. Estas organizaciones trabajan para crear una situación de vida mejor y más igualitaria para las personas LGBT en Albania. 

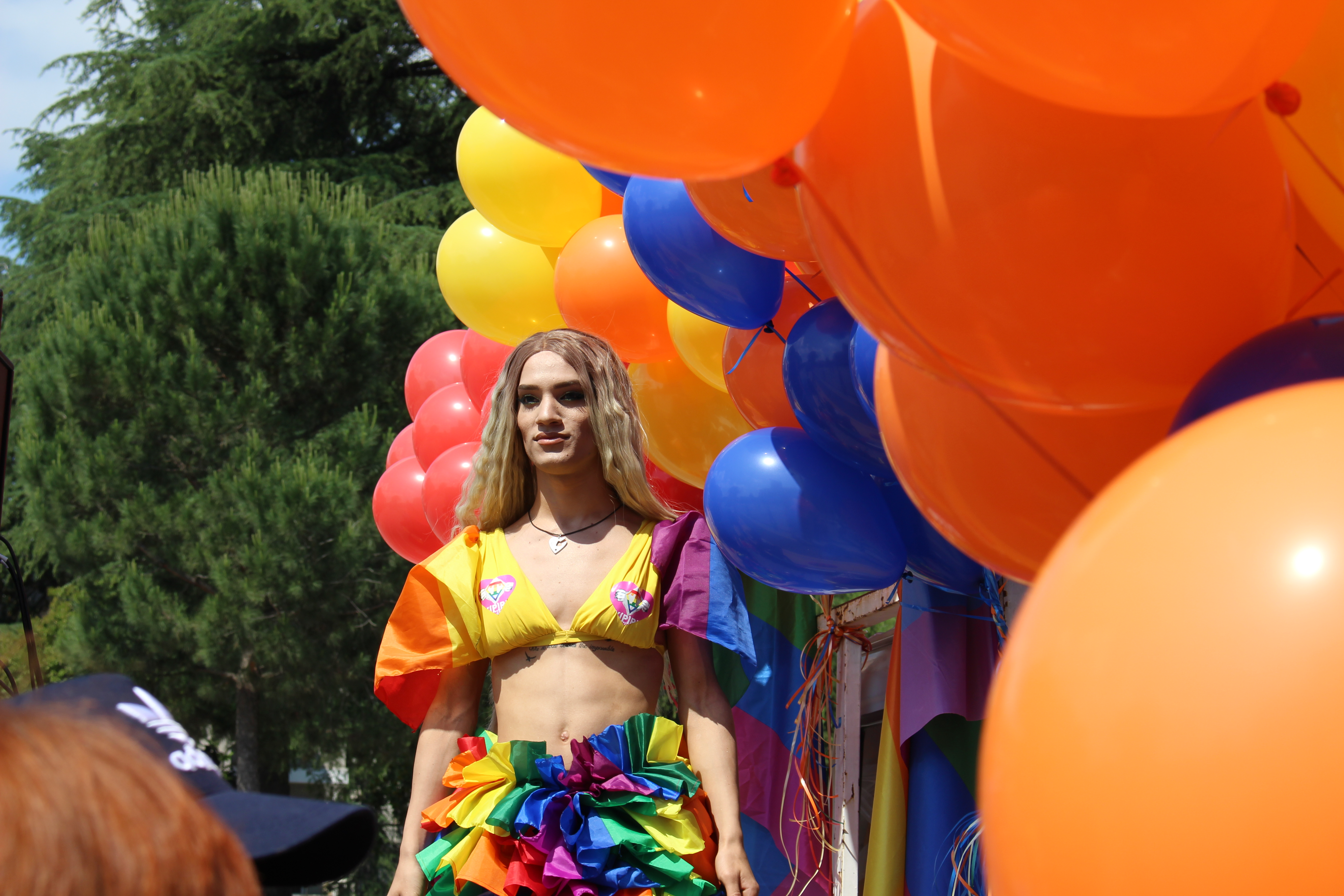
La activista trans Serafina durante el séptimo Orgullo Gay en Albania

La Alianza contra la Discriminación LGBT (forma abreviada: Aleanca LGBT) es una organización no gubernamental albanesa fundada por cinco lesbianas.Prevé una sociedad albanesa libre, abierta e igualitaria que abrace la diversidad e incluya a personas de todas las orientaciones sexuales e identidades de género. Aleanca LGBT fue creada en marzo de 2009 y las actividades de Aleanca incluyen: construcción comunitaria, sensibilización, promoción y cabildeo. Xheni Karaj, actual directora de esta ONG, habló en una reunión celebrada en Ankara en marzo de 2013 como la primera activista lesbiana en Albania.
Pro LGBT se centra principalmente en la concientización pública sobre cuestiones LGBT y en el uso de la promoción como herramienta para mejorar la situación de la comunidad LGBT. Esta organización cofinanciada por la activista Kristi Pinderi, periodista de profesión, lanzó en 2012 el portal de noticias sobre derechos humanos "My Story" (historiaime.al), que se ha convertido en la principal fuente en Albania sobre cuestiones LGBT.
En diciembre de 2010, el miembro de la Comisión Adjunta de Trabajo, Asuntos Sociales y Salud, Tritan Shehu, declaró que "la homosexualidad debería ser tratada por el personal médico como un trastorno hormonal, además de psicológico".Las organizaciones LGBT presentaron una denuncia colectiva ante el Comisionado para la Protección contra la Discriminación. El Comisario revisó las declaraciones y, tras un largo retraso, el 30 de septiembre de 2011 reprendió a Shehu en una carta al Parlamento: "El señor Shehu debería evitar comentarios discriminatorios en el futuro, que provocan una atmósfera de tensión y hostilidad hacia la comunidad LGBT en Albania". El Comisario recomendó además que el Parlamento otorgue "todas las garantías para que los pensamientos, opiniones y comentarios de la comunidad LGBT sean escuchados, evaluados y tomados en consideración, cuando estén directamente involucrados en temas específicos, con el fin de ayudar a la comunidad a disfrutar plenamente sus derechos y libertades".
En 2014 se celebró en Tirana la primera edición de Miss Trans Albania, un concurso de belleza para mujeres trans en Albania, cuyo objetivo es aumentar la visibilidad y la aceptación de la comunidad transgénero.
En abril de 2018, Erinda Ballanca, la actual Defensora del Pueblo, se pronunció a favor del matrimonio entre personas del mismo sexo y se comprometió a apoyar los derechos LGBT, incluido el derecho a cambiar legalmente de género.

## Opinión pública
Las actitudes sociales hacia la comunidad LGBT son generalmente negativas y se encuentran entre las más desfavorables de Europa. Los datos publicados por la ESS en 2013 revelan que la gran mayoría de los albaneses son socialmente conservadores y desaprueban a la comunidad gay y lesbiana. Según los datos de la encuesta, el 53% de los albaneses cree que "los gays y las lesbianas no deberían ser libres de vivir la vida como quieran", siendo el mayor porcentaje que sostiene esa opinión en la encuesta.
Los resultados de una encuesta anterior realizada por Balkan Monitor de Gallup realizada en 2010 muestran que el 54,2% de los albaneses consideran que las relaciones homosexuales son incorrectas, mientras que el 22,7% no está de acuerdo con eso. Se observó una diferencia regional, ya que los encuestados de Albania Central tenían más probabilidades de estar en desacuerdo (35,5% de acuerdo, 28,2% en desacuerdo) que los del Norte (59,8% de acuerdo, 16,4% en desacuerdo) o del Sur (71,1% de acuerdo, 17,2% en desacuerdo). Además, los encuestados albaneses tenían más probabilidades de estar en desacuerdo que los de la mayoría de los países balcánicos vecinos, incluidos Macedonia del Norte (69,4% a 18,4%), Serbia (75,1% a 8,7%), Montenegro (65,8% a 12,1%), Kosovo (64,9% a 18,5%) y Bosnia (74,3% a 9,2%), mientras que Croacia fue comparable (50,3% a 20,4%). Otras preguntas formuladas incluyeron si los homosexuales tenían "los mismos derechos que todas las demás personas", con lo que el 44,4% de los albaneses estuvo de acuerdo mientras que el 28,5% no estuvo de acuerdo. Por otro lado, el 78,7% de los albaneses pensaba que los "actos homosexuales" eran inmorales, el 56,2% pensaba que los homosexuales no deberían ocupar puestos públicos (como ser profesor, según la pregunta) y un número similar, el 56,1%, dijo que no deberían mostrar su preferencias en público. 
Un estudio de 2015 sobre jóvenes albaneses de entre 16 y 27 años encontró que al 55% no le gustaría tener vecinos homosexuales, mientras que al 34% no le importaría y al 11% lo consideraría positivo.
Un estudio de 2016 detectó que había más manifestaciones de homofobia entre los estudiantes universitarios albaneses que entre los universitarios italianos, pero menos entre los estudiantes albaneses que entre los universitarios ucranianos. Entre los albaneses, los factores asociados con la homofobia incluían ser hombre, ser políticamente conservador y ser religi8oso (aunque no se detectaron diferencias entre católicos y musulmanes, mientras que no hubo muchos representantes de otros grupos excepto los ateos en la encuesta). Por otro lado, ser políticamente progresista y tener una relación se asociaron con una menor detección de homofobia entre los estudiantes albaneses.
Según los resultados de una encuesta balcánica de 2015 realizada por el Instituto Nacional Demócrata, solo el 6% de los albaneses apoyaría completamente a su hijo si descubrieran que es LGBT y esa cifra cae al 3% si fuera su amigo/conocido/colega. Además, el 8% había interactuado con una persona que sabían que era LGBT. En la misma encuesta, el 58% de los albaneses también dijeron que no votarían por un partido político que apoye los derechos LGBT.

En 2022, un cuestionario a nivel nacional realizado antes del IDAHOT reveló bajos niveles de aceptación a la hora de interactuar con personas LGBTI+ en la vida cotidiana. Menos de 1 de cada 5 albaneses (16,4%) ha tenido una relación social o profesional con alguien de la comunidad LGBT+ y sólo alrededor de 1 de cada 10 albaneses aceptaría a alguien de la comunidad LGBT como amigo (12,5%), vecino (14,3%), colega (14,7%), jefe (12,9%) o médico de familia (9,3%). La diferencia entre los albaneses que viven en zonas rurales y los que viven en zonas urbanas, y entre generaciones, fue pequeña. Las generaciones más jóvenes rechazan la comunidad LGBT+ tanto como las generaciones mayores. 